# Mohamed Muizzu
Mohamed Muizzu (em divehi:  މުޙައްމަދު މުޢިއްޒު; Malé, 15 de junho de 1978) é um político das Maldivas que é, atualmente, o presidente das Maldivas, desde 17 de novembro de 2023.
Foi ministro da Habitação e Meio Ambiente (depois Habitação e Infraestrutura) e prefeito de Malé antes de ser nomeado candidato do partido Congresso Nacional do Povo (PNC) para as eleições presidenciais de 2023, nas quais derrotou o então presidente Ibrahim Mohamed Solih.

## Experiência educacional
Concluindo seu bacharelado e mestrado em Engenharia estrutural pela Universidade de Londres e obteve seu doutorado em Engenharia civil pela Universidade de Leeds. Seu doutorado é sobre "Efeitos térmicos e dependentes do tempo em juntas monolíticas de lajes e paredes de concreto armado" e foi premiado, em 2009. Também obteve a certificação Project Management Professional (PMP) do Project Management Institute (PMI).

## Carreira política
Em 2012, assumiu o Ministério da Habitação e Meio Ambiente durante a administração do presidente Mohammed Waheed Hassan como membro do Partido Adhaalath (AP). Continuou no cargo após as eleições presidenciais de 2013 sob a administração do presidente Abdulla Yameen. Nessa época, era membro do partido Aliança para o Desenvolvimento das Maldivas (MDA), parte de um governo de coligação. O Ministério da Habitação e Meio Ambiente foi posteriormente reestruturado e renomeado como Ministério da Habitação e Infraestrutura durante o seu mandato de cinco anos.
Durante este período, supervisionou vários projetos de infraestrutura, incluindo a ponte Sinamalé — originalmente chamada de Ponte da Amizade China-Maldivas que liga a capital Malé ao aeroporto Internacional Ibrahim Nasir, na ilha de Hulhulé, e é a primeira ponte entre ilhas na história das Maldivas.
Durante o resto do seu mandato como ministro, foram concluídos outros projetos de infraestrutura, incluindo a construção de numerosos portos, cais, parques, mesquitas, edifícios públicos, instalações desportivas e estradas. Também supervisionou a introdução de técnicas modernas de pavimentação asfáltica nas ruas de Malé.
Após as eleições presidenciais de 2018, deixou o MDA e juntou-se ao partido do presidente, o Partido Progressista das Maldivas (PPM). Em 2019, foi nomeado vice-presidente e chefe do Departamento Eleitoral da então oposição (PPM).
Em 2021, foi eleito prefeito de Malé derrotando o candidato do então governante do Partido Democrático das Maldivas (MDP).
Após a condenação do ex-presidente e líder da oposição Abdulla Yameen por peculato, foi nomeado candidato presidencial pelo partido Congresso Nacional do Povo (PNC), parte da coligação da oposição, com o deputado Hussain Mohamed Latheef como seu companheiro de chapa. No primeiro turno das eleições presidenciais das Maldivas de 2023, recebeu 46,06 por cento dos votos e avançou para o segundo turno, em 30 de setembro de 2023. Foi eleito presidente no segundo turno, ganhando 54,04% contra 46,04% do então presidente Solih. Foi empossado como o novo presidente em 17 de novembro de 2023.
A campanha presidencial concentrou-se na redução da influência da Índia nos assuntos das Maldivas. Os observadores o descreveram como pró-China.
Em entrevistas anteriores à posse, disse que todas as tropas indianas deveriam deixar as Maldivas. Em 2021, o Ministério da Defesa das Maldivas disse que cerca de 75 funcionários indianos estavam baseados no país, operando aeronaves doadas às Maldivas pela Índia. Também prometeu libertar o ex-presidente Yameen da prisão.
Em 17 de novembro de 2023, foi empossado como oitavo presidente da República das Maldivas e o quarto a ser eleito democraticamente.